# ÖHB-Cup 2015/16
Der ÖHB-Cup 2015/16 war die 29. Austragung des österreichischen Handballcupwettbewerbs der Herren. Cupsieger wurde Handballclub Fivers Margareten im Spiel gegen UHK Krems.

## Hauptrunden

### 1. Runde
An der 1. Runde nahmen fünf Vertreter der Landesverbände teil. Heimmannschaft war immer die Erst gezogene. WAT Fünfhaus Handball, HIB Handball Graz und Sportunion Edelweiß Linz bekamen ein Freilos zugewiesen.
| Datum, Uhrzeit           | Heimmannschaft                        | Ergebnis          | Gastmannschaft               |
| ------------------------ | ------------------------------------- | ----------------- | ---------------------------- |
| 11. Okt. 2015, 17:00 Uhr | Union SPK. Korneuburg (LL) 7 Schafler | 29 : 23 (16 : 13) | HC Hohenems (LL) 8 Füssinger |

### 2. Runde
An der 2. Runde nahmen 16 Klubs teil: Die zwei Aufsteiger in die HLA, alle Mannschaften der Handball Bundesliga Austria und die Sieger der 1. Runde. Zuerst wurden den Landesligisten Gegner zugelost, danach die restlichen Mannschaften, wobei die spielklassentieferen Vereine Heimrecht hatten. Wurden zwei gleichklassige Mannschaften gezogen, hatte die erst gezogene den Vorzug.
| Handball Liga Austria                                  | Handball Bundesliga Austria | Landesliga                                                                            |
| - HSG Raiffeisen Bärnbach/Köflach - HC ece bulls Bruck | - medalp Handball Tirol - UHC Erste Bank Hollabrunn - Vöslauer HC - schalfraum.at KÄRNTEN - UHC SISPO Gänserndorf - ATV TDE Group Trofaiach - HBA Fivers WAT Margareten - HSG Holding Graz - SU Falkensteiner Katschberg – St. Pölten - SC kelag Ferlach | - Union SPK. Korneuburg - WAT Fünfhaus - HIB Handball Graz - Sportunion Edelweiß Linz |

| Datum, Uhrzeit           | Heimmannschaft                                     | Ergebnis          | Gastmannschaft                                               |
| ------------------------ | -------------------------------------------------- | ----------------- | ------------------------------------------------------------ |
| 20. Okt. 2015, 18:00 Uhr | HSG Holding Graz (2L) 12 Pajovič                   | 34 : 30 (16 : 15) | HC ece bulls Bruck (1L) 10 Dimitrijević                      |
| 21. Okt. 2015, 19:40 Uhr | HIB Handball Graz (LL) 8 Herrgesell                | 33 : 29 (16 : 18) | SC kelag Ferlach (2L) 8 Arnaudovski, Barisic                 |
| 21. Okt. 2015, 20:00 Uhr | HBA Fivers WAT Margareten (2L) 10 Martinović M.    | 29 : 27 (12 : 14) | ATV TDE Group Trofaiach (2L) 7 Neuhold F.                    |
| 26. Okt. 2015, 19:00 Uhr | Vöslauer HC (2L) 5 Bolic, Amberger, Forsthuber     | 23 : 30 (11 : 15) | schalfraum.at KÄRNTEN (2L) 10 Sourek, Wagner                 |
| 28. Okt. 2015, 19:45 Uhr | WAT Fünfhaus (LL) 7 Petkovic                       | 28 : 29 (11 : 8)  | UHC SISPO Gänserndorf (2L) 6 Mayer, Gößnitzer                |
| 1. Nov. 2015, 16:00 Uhr  | Sportunion Edelweiß Linz (LL) 8 Gschwandtner       | 23 : 31 (10 : 16) | UHC Erste Bank Hollabrunn (2L) 10 Gal                        |
| 3. Nov. 2015, 18:15 Uhr  | medalp Handball Tirol (2L) 9 Harbuz                | 32 : 34 (17 : 15) | HSG Raiffeisen Bärnbach/Köflach (1L) 13 Kolar                |
| 3. Nov. 2015, 19:15 Uhr  | Union SPK. Korneuburg (LL) 7 Schafler, Stepanovsky | 36 : 25 (20 : 12) | SU Falkensteiner Katschberg – St. Pölten (2L) 6 Schildhammer |

### Achtelfinale
Am Achtelfinale nehmen 16 Klubs teil: Ein Team der HLA, fünf Mannschaften der Handball Bundesliga Austria und die zwei Landesligisten qualifizierten sich über die 2. Runde. Die restlichen acht Mannschaften der ersten Liga stiegen ab hier in den Bewerb ein.  Es hatte immer der spielklassentiefere Vereine Heimrecht, wurden zwei gleichklassige Mannschaften gezogen, hatte die erst gezogene den Vorzug.
| Handball Liga Austria | Handball Bundesliga Austria                                                                                                | Landesliga                                  |
| - SG Handball West Wien - Alpla HC Hard - Bregenz Handball - HC Linz AG - Handballclub Fivers Margareten - Moser Medical UHK Krems - Union Juri Leoben - HSG Raiffeisen Bärnbach/Köflach - Sparkasse Schwaz Handball Tirol | - UHC Erste Bank Hollabrunn - schalfraum.at KÄRNTEN - UHC SISPO Gänserndorf - HBA Fivers WAT Margareten - HSG Holding Graz | - Union SPK. Korneuburg - HIB Handball Graz |

| Datum, Uhrzeit           | Heimmannschaft                                    | Ergebnis          | Gastmannschaft                                        |
| ------------------------ | ------------------------------------------------- | ----------------- | ----------------------------------------------------- |
| 2. Dez. 2015, 19:30 Uhr  | HSG Holding Graz (2L) 7 Pajovič                   | 24 : 37 (13 : 17) | Handballclub Fivers Margareten (1L) 8 Bilyk, Žiūra    |
| 15. Dez. 2015, 18:00 Uhr | Bregenz Handball (1L) 9 Frühstück                 | 33 : 26 (15 : 12) | HC Linz AG (1L) 7 Hoflehner                           |
| 20. Jan. 2016, 19:30 Uhr | HIB Handball Graz (LL) 9 Merzihic                 | 35 : 30 (19 : 12) | schalfraum.at KÄRNTEN (2L) 12 Wagner                  |
| 24. Jan. 2016, 18:00 Uhr | Union SPK. Korneuburg (LL) 9 Stepanovsky          | 32 : 39 (16 : 20) | Sparkasse Schwaz Handball Tirol (1L) 14 Djukic        |
| 27. Jan. 2016, 20:00 Uhr | UHC SISPO Gänserndorf (2L) 6 Schmoldas, Gößnitzer | 29 : 24 (13 : 13) | HBA Fivers WAT Margareten (2L) 7 Jovanovic            |
| 29. Jan. 2016, 19:30 Uhr | UHC Erste Bank Hollabrunn (2L) 8 Gal              | 22 : 25 (12 : 12) | Moser Medical UHK Krems (1L) 8 Schopf                 |
| 29. Jan. 2016, 19:30 Uhr | Union Juri Leoben (1L) 7 Kováčech                 | 24 : 25 (13 : 15) | HSG Raiffeisen Bärnbach/Köflach (1L) 6 Halasz, Scherr |
| 30. Jan. 2016, 19:00 Uhr | SG Handball West Wien (1L) 10 Frimmel             | 33 : 32 (17 : 17) | Alpla HC Hard (1L) 7 Zeiner                           |

### Viertelfinale
Am Viertelfinale nehmen 8 Klubs teil: Sechs Teams der HLA, eine Mannschaft der Handball Bundesliga Austria und ein Regionalligist. Es hatte immer der spielklassentiefere Vereine Heimrecht; wurden zwei gleichklassige Mannschaften gezogen, hatte die erst gezogene den Vorzug.
| Handball Liga Austria | Handball Bundesliga Austria | Landesliga          |
| - Handballclub Fivers Margareten - Bregenz Handball - Sparkasse Schwaz Handball Tirol - Moser Medical UHK Krems - HSG Raiffeisen Bärnbach/Köflach - SG Handball West Wien | - UHC SISPO Gänserndorf     | - HIB Handball Graz |

| Datum, Uhrzeit           | Heimmannschaft                                                 | Ergebnis                  | Gastmannschaft                                          |
| ------------------------ | -------------------------------------------------------------- | ------------------------- | ------------------------------------------------------- |
| 21. Feb. 2016, 18:30 Uhr | UHC SISPO Gänserndorf (2L) 4 Fazik, Toth, Schmoldas, Gößnitzer | 26 : 33 (10 : 18)         | Handballclub Fivers Margareten (1L) 8 Wagner            |
| 2. März 2016, 20:00 Uhr  | Moser Medical UHK Krems (1L) 6 Surać, Neuhold                  | 36 : 25 (23 : 9)          | HSG Raiffeisen Bärnbach/Köflach (1L) 5 Halasz, Grebenár |
| 6. März 2016, 16:30 Uhr  | HIB Handball Graz (LL) 8 Offenbacher                           | 27 : 26 (10, 22 : 13, 22) | Bregenz Handball (1L) 6 Frühstück, Esegovic             |
| 15. März 2016, 19:00 Uhr | SG Handball West Wien (1L) 5 Posch                             | 23 : 22 (14 : 8)          | Sparkasse Schwaz Handball Tirol (1L) 6 Lochner          |

## Finalrunden
Die Endrunde, das Final Four, wurde in der Sporthalle Margareten am 23. und 24. April 2016 ausgetragen.

### Halbfinale
Die Auslosung der Halbfinals fand am 23. März 2016 statt. Für das Halbfinale waren folgende Mannschaften qualifiziert:
| Handball Liga Austria                                                              | Landesliga          |
| - Handballclub Fivers Margareten - Moser Medical UHK Krems - SG Handball West Wien | - HIB Handball Graz |

Die Spiele der Halbfinals fanden am 23. April 2016 statt. Der Gewinner jeder Partie zog in das Finale des ÖHB-Cups 2015/16 ein.
| HIB Handball Graz | HIB Handball Graz     | HIB Handball Graz | HIB Handball Graz | HIB Handball Graz | 26 (11) | - | 42 (17) | Handballclub Fivers Margareten | Handballclub Fivers Margareten | Handballclub Fivers Margareten | Handballclub Fivers Margareten | Handballclub Fivers Margareten |
| ----------------- | --------------------- | ----------------- | ----------------- | ----------------- | ------- | - | ------- | ------------------------------ | ------------------------------ | ------------------------------ | ------------------------------ | ------------------------------ |
| Rückennummer      | Spieler               | Gelbe Karte       |                   | Rote Karte        | Tore    |   | Tore    | Gelbe Karte                    |                                | Rote Karte                     | Spieler                        | Rückennummer                   |
| 1                 | Matej Darovec         |                   |                   |                   | 0       |   | 7       |                                |                                |                                | Ivan Martinović                | 5                              |
| 2                 | Christian Offenbacher |                   |                   |                   | 5       |   | 2       | 1                              |                                |                                | Mathias Nikolic                | 15                             |
| 3                 | Florian Ploner        |                   |                   |                   | 2       |   | 2       |                                | 1                              |                                | Thomas Seidl                   | 35                             |
| 4                 | Rudolf Reicher        |                   |                   |                   | 0       |   | 1       |                                |                                |                                | Lukas Müller                   | 45                             |
| 5                 | Mathias Kern          |                   |                   |                   | 0       |   | 3       |                                |                                |                                | Richard Wöss                   | 50                             |
| 6                 | Hasan Merzihic        |                   |                   |                   | 6       |   | 0       |                                |                                |                                | Sergiy Bilyk                   | 51                             |
| 7                 | Georg Rothenburger    | 1                 | 2                 |                   | 1       |   | 0       |                                |                                |                                | Boris Tanic                    | 52                             |
| 8                 | Thomas Vodica         |                   |                   |                   | 0       |   | 5       | 1                              |                                |                                | Nikola Bilyk                   | 53                             |
| 9                 | Thomas Zangl          |                   |                   |                   | 2       |   | 5       |                                |                                |                                | Vytautas Žiūra                 | 54                             |
| 10                | Sebastian Koren       |                   |                   |                   | 1       |   | 2       | 1                              |                                |                                | Tomas Eitutis                  | 55                             |
| 11                | Friedrich Obenaus     |                   |                   |                   | 0       |   | 0       |                                |                                |                                | Kristian Pilipovic             | 56                             |
| 12                | Uwe Büchner           |                   |                   |                   | 0       |   | 1       |                                |                                |                                | Herbert Jonas                  | 57                             |
| 13                | Peter Michael Laggner | 1                 | 3                 | 1                 | 3       |   | 5       |                                |                                |                                | Markus Kolar                   | 59                             |
| 14                | Lukas Kronheim        |                   | 1                 |                   | 2       |   | 5       |                                |                                |                                | Nikola Aljetic                 | 65                             |
| 15                | Thomas Lamp           | 1                 |                   |                   | 4       |   | 2       |                                |                                |                                | Vincent Schweiger              | 75                             |
| 17                | Florian Mohr          |                   |                   |                   | 0       |   | 2       |                                |                                |                                | David Brandfellner             | 85                             |
| Trainer           | Pedro Alvarez         |                   |                   |                   |         |   |         |                                |                                |                                | Peter Eckl                     | Trainer                        |

Schiedsrichter: Mathias Ried & Stefan Gehart
| UHK Krems    | UHK Krems             | UHK Krems   | UHK Krems | UHK Krems  | 29 (14) | - | 25 (14) | SG Handball West Wien | SG Handball West Wien | SG Handball West Wien | SG Handball West Wien | SG Handball West Wien |
| ------------ | --------------------- | ----------- | --------- | ---------- | ------- | - | ------- | --------------------- | --------------------- | --------------------- | --------------------- | --------------------- |
| Rückennummer | Spieler               | Gelbe Karte |           | Rote Karte | Tore    |   | Tore    | Gelbe Karte           |                       | Rote Karte            | Spieler               | Rückennummer          |
| 8            | Andras Bozso          |             |           |            | 0       |   | 0       |                       |                       |                       | Sandro Uvodić         | 1                     |
| 10           | Jürgen Jaresch        |             |           |            | 0       |   | 4       |                       | 1                     |                       | Robert Machinek       | 4                     |
| 13           | Günther Walzer        | 1           |           |            | 1       |   | 1       |                       |                       |                       | Simon Pratschner      | 6                     |
| 16           | Florian Deifl         |             |           |            | 0       |   | 2       | 1                     |                       |                       | Matthias Führer       | 7                     |
| 17           | Tobias Schopf         |             |           |            | 9       |   | 0       |                       |                       |                       | Augustas Strazdas     | 8                     |
| 23           | Michal Shejbal        |             |           |            | 0       |   | 3       | 1                     | 1                     |                       | Duje Miljak           | 10                    |
| 24           | Norbert Visy          |             |           |            | 5       |   | 4       |                       |                       |                       | Fabian Posch          | 14                    |
| 26           | Kristof Vizvary       | 1           |           |            | 0       |   | 0       |                       |                       |                       | Florian Kaiper        | 16                    |
| 28           | Sebastian Feichtinger | 1           |           |            | 2       |   | 5       |                       | 1                     |                       | Markus Wagesreiter    | 18                    |
| 35           | Domagoj Surać         |             |           |            | 0       |   | 0       |                       |                       |                       | Philipp Rabenseifer   | 19                    |
| 55           | Aron Tomann           |             |           |            | 0       |   | 0       |                       |                       |                       | Julian Schiffleitner  | 22                    |
| 71           | Vlatko Mitkov         |             |           | 1          | 7       |   | 0       |                       |                       |                       | Moritz Mittendorfer   | 23                    |
| 94           | Christoph Neuhold     |             | 1         |            | 5       |   | 1       | 1                     |                       |                       | Wilhelm Jelinek       | 28                    |
| 95           | Marko Simek           |             |           |            | 0       |   | 1       |                       |                       |                       | Julian Pratschner     | 29                    |
|              |                       |             |           |            |         |   | 1       |                       |                       |                       | Nikolaus Fuchs        | 35                    |
|              |                       |             |           |            |         |   | 3       |                       |                       |                       | Julian Ranftl         | 44                    |
| Trainer      | Ivica Belas           |             |           |            |         |   |         |                       |                       |                       | Hannes Jón Jónsson    | Trainer               |

Schiedsrichter: Florian Hofer & Andreas Schmidhuber

### Finale
Das Finale fand am 24. April 2016 statt. Der Gewinner der Partie ist Sieger des ÖHB-Cups 2015/16.
| Handballclub Fivers Margareten | Handballclub Fivers Margareten | Handballclub Fivers Margareten | Handballclub Fivers Margareten | Handballclub Fivers Margareten | 32 (16) | - | 24 (12) | UHK Krems   | UHK Krems | UHK Krems  | UHK Krems             | UHK Krems    |
| ------------------------------ | ------------------------------ | ------------------------------ | ------------------------------ | ------------------------------ | ------- | - | ------- | ----------- | --------- | ---------- | --------------------- | ------------ |
| Rückennummer                   | Spieler                        | Gelbe Karte                    |                                | Rote Karte                     | Tore    |   | Tore    | Gelbe Karte |           | Rote Karte | Spieler               | Rückennummer |
| 5                              | Ivan Martinović                |                                | 1                              |                                | 0       |   | 1       |             |           |            | Andras Bozso          | 8            |
| 15                             | Mathias Nikolic                |                                |                                |                                | 0       |   | 0       |             |           |            | Jürgen Jaresch        | 10           |
| 35                             | Thomas Seidl                   |                                | 1                              |                                | 0       |   | 0       | 1           | 2         |            | Günther Walzer        | 13           |
| 45                             | Lukas Müller                   |                                |                                |                                | 0       |   | 0       |             |           |            | Florian Deifl         | 16           |
| 50                             | Richard Wöss                   |                                |                                |                                | 1       |   | 4       | 1           |           |            | Tobias Schopf         | 17           |
| 51                             | Sergiy Bilyk                   |                                |                                |                                | 0       |   | 0       |             |           |            | Michal Shejbal        | 23           |
| 52                             | Boris Tanic                    |                                |                                |                                | 0       |   | 6       |             | 2         |            | Norbert Visy          | 24           |
| 53                             | Nikola Bilyk                   | 1                              | 1                              |                                | 8       |   | 0       |             |           |            | Kristof Vizvary       | 26           |
| 54                             | Vytautas Žiūra                 |                                |                                |                                | 11      |   | 5       |             | 2         |            | Sebastian Feichtinger | 28           |
| 55                             | Tomas Eitutis                  | 1                              | 1                              |                                | 4       |   | 2       | 1           | 2         |            | Domagoj Surać         | 35           |
| 56                             | Kristian Pilipovic             |                                |                                |                                | 0       |   | 0       |             |           |            | Aron Tomann           | 55           |
| 57                             | Herbert Jonas                  |                                |                                |                                | 1       |   | 0       |             |           |            | Vlatko Mitkov         | 71           |
| 59                             | Markus Kolar                   | 1                              |                                |                                | 1       |   | 6       |             | 1         |            | Christoph Neuhold     | 94           |
| 65                             | Nikola Aljetic                 |                                |                                |                                | 3       |   | 0       |             |           |            | Marko Simek           | 95           |
| 75                             | Vincent Schweiger              |                                |                                |                                | 2       |   |         |             |           |            |                       |              |
| 85                             | David Brandfellner             |                                |                                |                                | 1       |   |         |             |           |            |                       |              |
| Trainer                        | Peter Eckl                     |                                |                                |                                |         |   |         |             |           |            | Ivica Belas           | Trainer      |

Schiedsrichter: Christoph Hurich & Denis Bolic